# Tramlijn Rijnsburg - Noordwijk
De tramlijn Rijnsburg - Noordwijk was een normaalsporige tramlijn in Zuid-Holland en werd geopend op 21 juni 1885. Zij was eigendom van de Noordwijksche Stoomtramweg Maatschappij te Noordwijk en kwam bij de opening in exploitatie bij de HSM, die deze 8,5 km lange lijn als stoomtramlijn exploiteerde. De tramdienst vanuit Leiden naar Noordwijk maakte tussen Leiden en Rijnsburg gebruik van de lijn Leiden – Katwijk. De lijnen naar Katwijk en Noordwijk werden met hetzelfde materieel bereden. De tramlijn werd opgeheven op 7 oktober 1960.
Voor deze lijn werd een remise/werkplaats in gebruik genomen in Rijnsburg. In Noordwijk Binnen kwam een raccordement naar de groenteveiling. In de jaren 20 werd de kustlijn gedeeltelijk dubbelsporig gemaakt. In de kern van Noordwijk Binnen bleef de tram rijden via een kruip-door-sluip-doortraject, waar op sommige plekken nog steeds de maximumsnelheid gold die in de stoomtijd had gegolden in de bebouwde kom: 5 km/uur.

## Stoomtijdperk (1881-1912)

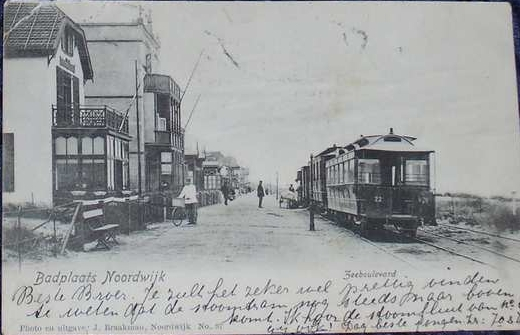
Stoomtram in Noordwijk aan Zee omstreeks 1897.

Eind 19e eeuw werden veel stoomtramlijnen naar badplaatsen aangelegd, om in te spelen op het opkomend toerisme. De lijn Leiden – Noordwijk moest het in de beginperiode vooral van dit strandvervoer hebben; de streek ten noordwesten van Leiden was indertijd relatief dunbevolkt. De strenge winter van 1890/'91 gaf een impuls aan het goederenvervoer; vrachtvervoer per boot kwam stil te liggen na het dichtvriezen van alle waterwegen.
De kustlijn werd gereden met Merryweather-locomotieven, gevolgd door bijwagens van het fabricaat Allan. In de zomerdienst werd tot op de boulevard gereden. Daar had de tram echter veel last van opstuivend zand, dat ontsporingen veroorzaakte. In 1900 werd de dienst naar de boulevard om die reden geschrapt.

## Elektrificatie 1909-1912
In 1909 werd het eigendom van de lijn overgedragen aan de NZHTM, die vanaf 1 juni 1911 ook de exploitatie zou verzorgen. Op instigatie van NZHTM-directeur ir. W.J. Burgersdijk, een groot voorvechter van tramvervoer, werd de lijn geëlektrificeerd. Op 15 juni 1912 reed de eerste elektrische tram naar Noordwijk. De stoomlocomotieven deden verder dienst op de tramlijn Haarlem – Leiden.

### Dienstregeling
Vanaf 1903 was er een doorgaande dienst Leiden - Noordwijk. Op het lijngedeelte Leiden – Oegstgeest had de RSTM, later de HSM, medegebruik van de NZHSTM-lijn Haarlem – Leiden. Op 1 juli 1909 werd de lijn overgedragen aan de NZH, die met het HSM-materieel verder reed. De NZH elektrificeerde de lijn en vanaf 1 juni 1912 reden er elektrische trams op de lijn Rijnsburg – Noordwijk.
In de meeste dienstregelingen die tussen 1911 en 1960 zijn verschenen, reed vanuit Leiden elk halfuur een tram naar Katwijk en elk halfuur een naar Noordwijk, met een kwartierdienst op het gemeenschappelijke traject tot aan Rijnsburg Splitsing. Vanaf 1932 werden vaak doorgaande verbindingen Katwijk – Den Haag en/of Noordwijk – Den Haag geboden, via de tramlijn Leiden – Den Haag. Daardoor ontstond een rechtstreekse verbinding van de kust met de binnenstad van Leiden. Doordat de kwartierdienst op de kustlijn niet spoorde met de 20-minutendienst op de lijn naar Den Haag, moesten deze doorgaande trams vaak lang stationnement houden op het Stationsplein.
Een rit van Leiden naar Noordwijk aan Zee duurde ca. 30 minuten.

### Haltes
De trams stopten aan de volgende haltes:
- Rijnsburg: Splitsing - Brouwersstraat (Gouden Bal) - Hooghe Krocht (Noordwijkerweg).
- Noordwijk: Jan Zwanenbrug - Achterweg (Herenweg) - Zwarteweg (Herenweg) - Beeklaan - Noordwijk Binnen Wissel (Voorstraat) - Molenstraat / Bronckhorststraat - Hoofdstraat - Tramstation (Huis ter Duinstraat)

### Jan Zwanenbrug
Tijdens de Bezetting steeg de vervoersvraag spectaculair door schaarste aan benzine. In september 1944 kwam er echter een einde aan het tramvervoer. Een maand later werd de Jan Zwanenbrug, de trambrug over de Maandagsche Wetering, halverwege Rijnsburg en Noordwijk, opgeblazen. Na de hervatting van de tramdienst in augustus 1945 reed de meestal zeer drukke tram uit Leiden tot dit punt, waarna de reizigers via een noodbrug de wetering moesten oversteken. Aan de overkant stond één bus gereed, maar aangezien deze niet alle reizigers kon meenemen, vonden er rond de Jan Zwanenbrug regelmatig duw- en trekpartijen plaats, waarbij diverse gewonden zijn gevallen. Vanaf mei 1946 reden de trams weer door naar Noordwijk.

## Opheffing
De lijn ontkwam niet aan het lot van vrijwel alle streektramlijnen: opheffing. Op 7 oktober 1960 reed de kusttram voor het laatst. Oorspronkelijk zou de opheffing op 8 oktober plaatsvinden, maar werd in het geheim een dag naar voren gehaald, omdat men vreesde, gezien de eerdere rumoerige opheffing van de lijn naar Zandvoort, voor rellen en vandalisme van souvenirjagers.
De lijn werd vervangen door NZH-bus 40. In 2013 rijdt Arriva Personenvervoer Nederland-lijn 20 / 21 in grote lijnen de oude tramroute naar Noordwijk. Er zijn geen herinneringen op straat te vinden.

## RijnGouweLijn
Bij de provincie Zuid-Holland hebben lange tijd plannen bestaan voor de hoogwaardige openbaar-vervoerverbinding RijnGouweLijn (RGL) naar de kust. De RGL-West voorzag oorspronkelijk in een nieuwe tramverbinding van Leiden met Katwijk en Noordwijk, die in 2015 in gebruik zou worden genomen. De route zou niet meer voeren via Rijnsburg, maar via de te realiseren nieuwbouwwijk op het terrein van het voormalige Vliegkamp Valkenburg. De splitsing van de Katwijkse en Noordwijkse tak van de lijn zou komen te liggen nabij het Raadhuis van Katwijk. De Katwijkse tak zou zijn eindpunt krijgen in de Tramstraat, de Noordwijkse mogelijk op het Palaceplein; in beide plaatsen niet ver van dat van de Blauwe Tram.
Niet iedereen was ingenomen met de comeback van de tram in de kuststreek. De tram was in 2010 inzet van een oplopend bestuurlijk conflict tussen de gemeente Leiden en de provincie. Ook in Katwijk en Noordwijk bestond veel verzet tegen de beoogde opvolger van de Blauwe Tram. De bezwaren spitsten zich toe op wat ook een bezwaar was van de tram die een halve eeuw eerder werd opgeheven: moeilijke inpassing in krappe en drukke dorpskernen.
In 2011 besloot het nieuw aangetreden provinciebestuur de RGL-West voorlopig uit te voeren als busbaan van Leiden Centraal naar Katwijk en Noordwijk, met mogelijkheden tot latere 'vertramming'. In 2012 werd het plan voor een tramverbinding naar de kust "definitief" verlaten. In 2021 is er toch weer een plan voor een tramverbinding tussen Leiden en de kust.